# Eurodryas aurinia
Eurodryas aurinia is een vlinder uit de familie Nymphalidae. De wetenschappelijke naam van de soort is voor het eerst geldig gepubliceerd in 1775 door Rottemburg.